# 柳沢亮太
柳沢 亮太（やなぎさわ りょうた、1989年2月21日 - ）は、日本のミュージシャン。ロックバンド・SUPER BEAVERのギター・コーラス。

## 略歴
- 2005年4月1日、高校の先輩後輩であるVo.渋谷・Ba.上杉と、柳沢の幼馴染みであるDr.藤原を加えSUPER BEAVERを結成[1]。
- 2009年6月3日、EPIC Records Japanより1stシングル『深呼吸』でメジャーデビュー。
- 2014年9月9日、肝機能の低下による体調不良のため休養を発表[2]。同年10月2日に退院[3]し、11月16日に行われた大阪のライブイベント「SKULLSHIT presents SKULLMANIA in OSAKA」よりバンドに復帰[4]。SUPER BEAVERの楽曲「証明」はこの経験を経て制作された[5]。
- 2016年7月にメジャーデビューしたバンドShout it Outの、デビュー以降の楽曲プロデュースを手掛ける[6]。
- 2020年、2012年からのインディーズ活動を経てSony Music Recordsよりメジャー再契約[7]。

## 人物
- SUPER BEAVERではほぼ全ての楽曲の作詞作曲を手がけ、他のアーティストへの楽曲提供も行なっている。
- 父親はギタリストの柳沢二三男[8]。
- 北海道函館市のスーパーマーケット、魚長の創業者は父方の祖父、柳沢小弥太。現社長の柳沢一弥は伯父[9][10]。
- GLAYのファン[11][8]。「HOWEVER」に衝撃を受けてから、自主的に音楽を聴くようになった。
- 酒好きで、公式ファンクラブ「SUPER BEAVER友の会」では自身が立ち寄った飲み屋を紹介するコーナー「やなPUB」を持っている。

## 作品
※SUPER BEAVERとしての作品はSUPER_BEAVER#ディスコグラフィを参照のこと。

### 楽曲提供／参加作品
1. 声 / SCANDAL (2012年9月26日)
作詞・作曲を担当。Ryota Yanagisawa(SUPER BEAVER)名義。
2. 会わないつもりの、元気でね / SCANDAL (2013年5月22日)
作詞・作曲を担当。Ryota Yanagisawa(SUPER BEAVER)名義。映画『俺はまだ本気出してないだけ』主題歌。
3. 青とオレンジ / 井上苑子 (2014年7月2日)
作詞・作曲を担当。
4. 線香花火 / 井上苑子 (2014年7月2日)
作詞・作曲を担当。
5. 赤いマフラー / 井上苑子 (2014年7月2日)
作詞は井上苑子と共作。作曲を担当。
6. ふたり / 井上苑子 (2015年7月1日)
作詞は井上苑子と共作。作曲・編曲を担当。
7. 右足 / 井上苑子 (2016年3月16日)
作詞は井上苑子と共作。作曲・編曲を担当。
8. なみだ / 井上苑子 (2017年7月26日)
作詞は井上苑子と共作。作曲を担当。
9. 春じゃなくても / ジャニーズWEST (2021年3月17日)
作詞・作曲を担当。編曲はha-jと連名。柳沢亮太(SUPER BEAVER)名義。
10. 僕らの理由 / ジャニーズWEST (2021年5月5日)
作詞は・作曲・編曲を担当。柳沢亮太(SUPER BEAVER)名義。
11. つばさ / ジャニーズWEST (2022年3月9日)
作詞・作曲を担当。編曲はha-jと連名。柳沢亮太(SUPER BEAVER)名義。
12. 指針 / 岡野昭仁 (2023年7月26日)
作詞・作曲を担当。アルバム「Walkin' with a song」に収録。
13. はなむけ / Radio Happy Willows[注釈 1][12]
作詞・作曲を担当。FM802のACCESSキャンペーン2024年度キャンペーンソング。
自身もRadio Happy Willowsのメンバーとして、ギター・コーラスで参加。
未音源化。
14. だからね / 生田絵梨花 (2024年4月10日)
作詞・作曲を担当。Ryota Yanagisawa(SUPER BEAVER)名義。EP「capriccioso」に収録。
15. ハート / WEST. (2024年4月24日)
作詞・作曲を担当。編曲はha-jと連名。柳沢亮太(SUPER BEAVER)名義。
テレビアニメ「キャプテン翼シーズン2 ジュニアユース編」第3クールオープニングテーマ
16. ここにいる / 木村拓哉 (2024年8月14日)
作詞・作曲を担当。編曲は河野圭と連名。柳沢亮太(SUPER BEAVER)名義。アルバム「SEE YOU THERE」に収録。

## 使用ギター
- Gibson Les Paul  Custom '89
- Fender Stratocaster
- Psychederhythm Psychomaster

### エフェクター
- Maxon
  - ROD880
  - OD9
- MXR / M133 Micro Amp
- One Control / Granith Grey Booster
- Vemuram / Jan Ray
- LINE6 / DL4
- BOSS
  - RC-3
  - FS-5U
- One Control
  - Crocodile Tail Loop OC10
  - Minimal Series AB Box